# 山口里菜子
山口 里菜子（やまぐち りなこ、1992年9月12日 - ）は、日本のグラビアアイドル。茨城県出身。

## 作品

### DVD
- リナコイロ（2016年6月23日、イーネット・フロンティア）
- Honesty（2016年10月14日、グラビジョン）
- 僕たち(私たち)お尻だ〜いすき！vol.4（2017年7月25日、ウーノ）
- 世界で最もエロいお尻（2017年10月27日、M.B.D メディアブランド）
- 濡尻（2018年1月26日、グラッソ）